# Harry Conitzer
Harry Conitzer (geboren am 15. September 1905 in Gladbeck, Kreis Recklinghausen, Provinz Westfalen, Königreich Preußen, Deutsches Reich; gestorben am 13. Mai 1976 in Epsom, Surrey, England, Vereinigtes Königreich) war ein deutsch-britischer Mediziner, Psychiater und Anthropologe.

## Familie
Harry Conitzer war der zweite bzw. jüngste Sohn des Kaufmanns Paul Conitzer I (geboren 1867; gestorben am 6. Juli 1919 in Duisburg) und dessen Ehefrau Lina Lazar, geb. Preuss (geboren am 15. Mai 1878 in Würzburg; deportiert am 22. April 1942 in das Ghetto Izbica, nach diesem Datum ermordet entweder im Vernichtungslager Belzec oder im Vernichtungslager Sobibór, Generalgouvernement). Seine Eltern hatten am 15. Oktober 1902 in Würzburg geheiratet. Sein älterer Bruder war der promovierte Diplom-Kaufmann und Unternehmer Oskar Conitzer (geboren am 19. Juli 1903 in Essen, Rheinprovinz; deportiert am 22. April 1942 zum Ghetto Izbica, ermordet entweder im Vernichtungslager Belzec oder im Vernichtungslager Sobibór, Generalgouvernement, amtlich für tot erklärt am 8. Mai 1945).
Harry Conitzer heiratete im Frühling 1965 als 59-Jähriger die deutsch-britische Botanikerin Ida Levisohn (geboren am 10. Februar 1901 in Rees; gestorben am 26. Juli 1989 in Jerusalem, Israel). Diese war eine Tochter des Lehrers Meier Levisohn (geboren am 16. Juli 1865 in Elbersdorf; gestorben am 31. Januar 1935 in Rees) und seiner Ehefrau Emilie, geb. Winter (geboren am 19. Mai 1875 in Kempen; gestorben am 20. Januar 1956).
Ida Levisohn studierte an der Rheinischen Friedrich-Wilhelms-Universität in Bonn vier Semester Chemie und Physik. Anschließend verbrachte sie ein Seminarjahr an der Königin-Luise-Schule in Köln. Im Wintersemester 1922/1923 nahm sie ein Studium an der Universität Frankfurt am Main auf, wo sie sechs Jahre später in Botanik mit der Dissertation Beitrag zur Entwicklungsgeschichte und Biologie von Basidiobolus ranarum Eidam promovierte. 1931/1932 ging Levisohn mit ihrer Mutter nach Großbritannien, wo sie als Forschungsassistentin an der Universität Oxford angestellt wurde. Später arbeitete sie als Professorin an der University of Cambridge. Während des Zweiten Weltkrieges forschte sie im Botany Department des Bedford College der University of London.
Mit Unterstützung durch das Cambridge Refugee Committee soll Ida Levisohn Juden aus Kempen die Emigration nach England erleichtert haben. Aus diesem Grund stand ihr Name auf der Sonderfahndungsliste G.B. (im Vereinigten Königreich bekannt als The Black Book) des Reichssicherheitshauptamtes (RSHA), um nach einer erfolgreichen Invasion der britischen Insel durch die deutsche Wehrmacht von Sondereinheiten der SS aufgespürt zu werden.

## Schule und Studium
Harry Conitzer absolvierte ab 1912 das Steinbart-Realgymnasium in Duisburg, an dem er Ostern 1925 seine Reifeprüfung bestand. Anschließend studierte er an der Rheinischen Friedrich-Wilhelms-Universität in Bonn Jura, später an der Julius-Maximilians-Universität in Würzburg, in Bonn und an der Friedrich-Wilhelms-Universität zu Berlin die Fachgebiete Medizin und Anthropologie. Am 28. Oktober 1930 referierte er vor dem Jüdischen Jugendbund in Duisburg über das jüdische Rasseproblem. Am 24. Februar 1931 promovierte er an der Friedrich-Wilhelms-Universität in Berlin mit einer am Kaiser-Wilhelm-Institut für Anthropologie, menschliche Erblehre und Eugenik in Berlin-Dahlem gefertigten Dissertation zum Thema Die Rothaarigkeit zum Doctor philosophiae (Dr. phil.). Darin befasste er sich u. a. mit der Verbreitung der Rothaarigkeit unter Juden und hielt die Annahme für berechtigt, dass Rothaarigkeit unter Aschkenasim (hebräisch אַשְׁכְּנַזִים) häufiger auftrete als unter Sephardim (hebr. סְפָרַדִּים). 1932/33 war er als Volontärarzt an der Inneren Klinik der Medizinischen Akademie in Düsseldorf tätig. Am 31. März 1933 wurde ihm jedoch aufgrund seiner jüdischen Abstammung gekündigt, „mit Rücksicht auf die gegenwärtige Lage“, die Abtretung der Macht an die Nationalsozialisten.
Am 16. Oktober 1933 verließ er daher den NS-Staat in Richtung Italien. Im Oktober 1934 promovierte er an der Westfälischen Wilhelms-Universität in Münster mit der Dissertation Kriminalbiologische Feststellungen über Haar- und Augenfarben zum Doctor medicinae (Dr. med.). Da seine deutsche medizinische Qualifikation in Italien nicht anerkannt wurde, nahm er ein Studium an der Universität Bologna auf, legte dort 1937 sein Staatsexamen ab und begann damit, sich eine neue Existenz aufzubauen. Im März 1939 jedoch wurde er aus politischen und rassischen Gründen aus dem faschistischen Italien ausgewiesen.
Er emigrierte ins Vereinigte Königreich, wo seine in Italien erworbene Approbation anerkannt wurde. Ob er nach dem Ausbruch des Zweiten Weltkrieges als Enemy Alien (feindlicher Ausländer) interniert war, ist nicht bekannt. Er diente im Royal Army Medical Corps (RAMC) der Streitkräfte des Vereinigten Königreichs. Am 19. Juni 1947 wurde er naturalisiert, und lebte in Oxford, Oxfordshire. Als Consultant Psychiatrist war er am Long Grove Hospital in Epsom, Surrey, und am Bethnal Green Hospital, London, tätig. Ab 1955 unterhielt er eine eigene Praxis. Zwischen 1957 und 1970 war er mit Wiedergutmachungsverfahren in Deutschland befasst.
Harry Conitzer verstarb im Alter von 70 Jahren und wurde auf dem Jüdischen Friedhof in Bushey, Watford Borough, Hertfordshire, England, beigesetzt.

## Veröffentlichungen
- Harry Conitzer: Die Rothaarigkeit, phil. Diss. Berlin, 24. Februar 1931. In: Zeitschrift für Morphologie und Anthropologie, Bd. 29 (1931), E. Schweizerbart’sche Verlagsbuchhandlung, Stuttgart, S. 84–147.
- Harry Conitzer: Kriminalbiologische Feststellungen über Haar- und Augenfarben, med. Diss. Münster (zus. m. Med. Ak. Düsseldorf), 1. Oktober 1934, Noske, Borna-Leipzig 1934.